# 2183 Neufang
2183 Neufang eller 1959 OB är en asteroid i huvudbältet som upptäcktes den 26 juli 1959 av den tyske astronomen Cuno Hoffmeister vid Boyden observatoriet. Den är uppkallad efter byn Neufang.
Asteroiden har en diameter på ungefär 25 kilometer.